# エステロ湾 (フロリダ州)
エステロ湾（エステロわん、英語: Estero Bay）はアメリカ合衆国フロリダ州西岸、フォートマイヤーズビーチの南東にある湾。長くて浅く、面積はおよそ39平方キロメートル。西側はバリアー島の列（エステロ島、ロングキー、ラバーズキー、ブラック島、ビッグヒッコリー島、リトルヒッコリー島）で、4箇所（北からマタンザスパス、ビッグカルロスパス、ニューパス、ビッグヒッコリーパス）でメキシコ湾と繋がっている。湾周辺にはボニータスプリングス、フォートマイヤーズビーチおよび未編入地域エステロがある。インペリアル川 とエステロ川が注いでいる。
湾の北半分は1966年にエステロ湾保護区州立公園に指定され、南半分も1983年に加えられた。
座標: 北緯26度24分38秒 西経81度51分55秒 / 北緯26.41056度 西経81.86528度